# Gute Nacht, Freunde
Gute Nacht, Freunde ist ein Lied von Reinhard Mey. Er schrieb es unter dem Pseudonym Alfons Yondraschek für das Gesangsduo Inga und Wolf. Sie sollten damit am Eurovision Song Contest 1972 teilnehmen. Bei der deutschen Vorentscheidung 1972 belegte das Lied allerdings nur den vierten Platz. Mey veröffentlichte seine Interpretation erstmals auf dem im selben Jahr erschienenen Album Mein achtel Lorbeerblatt. Zudem veröffentlichte er selbst mit Bonsoir mes amis (1972) und Goede nacht vrienden (1975, Text: Karel Hille) auch noch eine französische und eine niederländische Version des Lieds.

## Inhalt und Aufbau
Im Lied verabschiedet sich ein Mensch von Freunden, bei denen er wieder einmal einen oder mehrere Tage verbracht hat. Neben der Bewirtung hebt er die offenen Gespräche hervor. Die Gastfreundschaft wird durch das Licht, das bei diesen Freunden „wärmer scheint“, symbolisiert.
Das Lied beginnt mit dem aus fünf Zeilen bestehenden Refrain, dessen erste Zeile mit dem Titel eingeleitet wird:
Gute Nacht, Freunde

Es wird Zeit für mich zu geh’n

Was ich noch zu sagen hätte

Dauert eine Zigarette

Und ein letztes Glas im Steh’n
Es folgen drei vierzeilige Strophen mit jeweils anschließendem Refrain. Die Strophen bestehen aus Paarreimen, der Refrain hat einen umschließenden Reim.
Der Refrain der französischen Version verwendet keine Reime und lautet wie folgt:
Bonsoir mes amis

Il est temps que je m’en aille

Ce qui me reste à vous dire

Ne dure qu'une cigarette

Et le temps d'un dernier verre

## Musik
Das Lied steht in A-Dur, wobei nach dem Auftakt gleich die Subdominantparallele folgt. Neben den anderen beiden Dur-Akkorden wird auch die Dominantparallele, nicht jedoch der parallele Moll-Akkord verwendet.
Der Tonumfang beträgt vom Grundton an eine Oktave. Die Melodie weist zahlreiche Tonwiederholungen auf. Die ersten beiden Refrains enden nicht auf dem Grundton, sondern auf der Terz. Erst am Ende wird also ein echter Schluss erreicht.
Sowohl Strophe als auch Refrain beginnen mit triolenhaften Figuren. Weitere Triolen folgen in der Strophe. Diese Motive werden von Mey sehr frei rhythmisiert.

## Rezeption

### Auszeichnungen
- Goldene Europa der Europawelle Saar
- Bronzene Statue beim Chansonfestival in Rennes, Frankreich
- Spezial Preis in Zoppot, Polen

### Sonstiges
- Die niederländische Hörfunksendung Met het Oog op Morgen (Mit dem Blick auf Morgen) beginnt und endet seit der ersten Folge im Januar 1976 jeden Abend mit dem Lied Gute Nacht, Freunde.[1] Diese verkürzte Version ist deutschsprachig, wovon am nationalen Totengedenktag 4. Mai abgewichen wird. 2010 wurde dies zum Gegenstand eines Aprilscherzes, als (fälschlicherweise) behauptet wurde, die Hörfunksendung würde Gute Nacht, Freunde durch ein anderes Lied ersetzen.[2] Das niederländische Duo Klipstein & Hammelburg veröffentlichte 1972 einen anderen Text unter dem Titel Luister nog even. Eine weitere niederländische Version mit einer eigenen Adaption des deutschen Textes wurde 2017 von der Band The KiK als Goedenacht vrienden veröffentlicht.
- Beim Liedermacherfestival Songs an einem Sommerabend spielte Reinhard Mey Gute Nacht, Freunde in den Jahren 1990 bis 1996, in denen er auch der Moderator war, als letztes Lied zum Abschluss der Veranstaltung. In den folgenden Jahren bildete das Lied den Abschluss der Veranstaltung, bei dem noch einmal alle Interpreten die Bühne betraten und es gemeinsam sangen, u. a. in den Jahren 2006,[3] 2007,[4] 2008,[5] 2009,[6] 2011,[7] 2014[8] und 2017.[9]
- In dem Spielfilm Französisch für Anfänger wird die französische Variante Bonsoir mes amis im Soundtrack verwendet.
- Der Journalist Guido Meyer verwendet den Titel zur Umrahmung seines jährlichen Rückblicks auf die im zurückliegenden Jahr eingestellten Fernsehsendungen.[10]
- Der in Triest beheimatete italienische Rundfunksender Radio Fragola strahlte mit Bonsoir mes amis eine nach Meys Chanson benannte Musiksendung aus.[11]

## Veröffentlichungen
Das Lied ist unter anderem auf folgenden Tonträgern veröffentlicht worden:

### Reinhard Mey
- Mein achtel Lorbeerblatt (1972)
- Bonsoir mes amis (EP, 1972, französische Version)
- Frédérik Mey, Vol. 2 (1972, französische Version)
- Alles was ich habe (Kompilation, 1973)
- Gute Nacht, Freunde (1974, Single)
- 20 Uhr (live, 1974)
- Goede nacht vrienden (1975, Single, niederländische Version)
- Als de dag van toen (1975, niederländische Version)
- Récital à l’Olympia (live, 1976, französische Version)
- Starportrait (Kompilation, 1977)
- Lampenfieber (live, 1999)
- Mey, Wader, Wecker – das Konzert (mit Hannes Wader und Konstantin Wecker, live, 2003)
- Über den Wolken (Kompilation, 2003)
- !Ich kann (live, 2006)
- Mr. Lee Live (2018)
- In Wien – The Song Maker (live, 2022)

### Andere Interpreten
- Gute Nacht, Freunde / Das Stundenglas (Inga & Wolf, 1972, Single, Verkäufe: + 500.000, DE: Gold)[12]
- Lieder aus dem Alltag (Inga & Wolf, 1972)[14]
- Hol die Welt in dein Haus (Karel Gott, 1972)[15]
- Luister nog even (Klipstein & Hammelburg, 1972, Single, eigener niederländischer Text)[16]
- More Golden Hammond Pops (Klaus Wunderlich, 1975, instrumental)[17]
- Songs International (Peter, Sue & Marc, 1976)[18]
- Wer Liebe sucht (Dieter Thomas Kuhn, 1998)[15]
- Leidenschaft, Lust und Liebe (Dieter Thomas Kuhn, 1999)[15]
- Hommage an Reinhard Mey (Stefan Stoppok, 2002)[15]
- Superheld (Maybebop, 2007, leicht veränderte Version des Textes im a-cappella-Satz)[19]
- Berlin (Ellen ten Damme & The Magpie Orchestra, 2014)[15]
- Good Night, Companions (Gregorian, 2015)[20]
- Hertaalt! (The KiK, 2017, eigene Adaption des deutschen Texts)[15]
- Perlentaucherin (Claudia Koreck, 2021)
- Buonanotte amici (Crucchi Gang und Francesco Wilking, 2023)